# Ambassade d'Algérie au Royaume-Uni
L'ambassade d'Algérie au Royaume-Uni est la représentation diplomatique de l'Algérie au Royaume-Uni, qui se trouve à Londres, la capitale du pays.

## Histoire
Il était autrefois situé dans Holland Park en face de l’ambassade d’Ukraine au Royaume-Uni cependant, il a déménagé à 1 & 3 Riding House Street, Fitzrovia en 2012.
L'Algérie maintient également un consulat au 5 Portal Way North Acton, Londres W3 6RT.

## Ambassadeurs d'Algérie au Royaume-Uni
| Date de nomination | Date de nomination | Date de départ | Date de départ | Ambassadeur                              |
| ------------------ | ------------------ | -------------- | -------------- | ---------------------------------------- |
| 1963               |                    | 1964           |                | Mohamed Messaoud Kellou                  |
| 1964               |                    | 1965           |                | Laroussi Khalifa                         |
| 1965               |                    | 1971           |                | Vacant (relations diplomatiques rompues) |
| 1971               |                    | 1979           |                | Lakhdar Brahimi                          |
| 1979               |                    | 1982           |                | Abdelkrim Benmahmoud                     |
| 1982               |                    | 1984           |                | Redha Malek                              |
| 1984               |                    | 1988           |                | Ahmed Laïdi                              |
| 1989               |                    | 1992           |                | Abdelkrim Gheraieb                       |
| 1992               |                    | 1994           |                | Ali Lakhdari                             |
| 1994               |                    | 1996           |                | Amar Bendjama                            |
| 1996               |                    | 2000           |                | Ahmed Benyamina                          |
| 2001               |                    | 2004           |                | Ahmed Attaf                              |
| 2005               |                    | 2010           |                | Mohamed Salah Dembri                     |
| 2010               |                    | 2019           |                | Amar Abba                                |
| 2019               |                    | 2021           |                | Abderrahmane Benguerrah                  |
| 2021               |                    | en fonction    |                | Lounes Magramane                         |

### Galerie

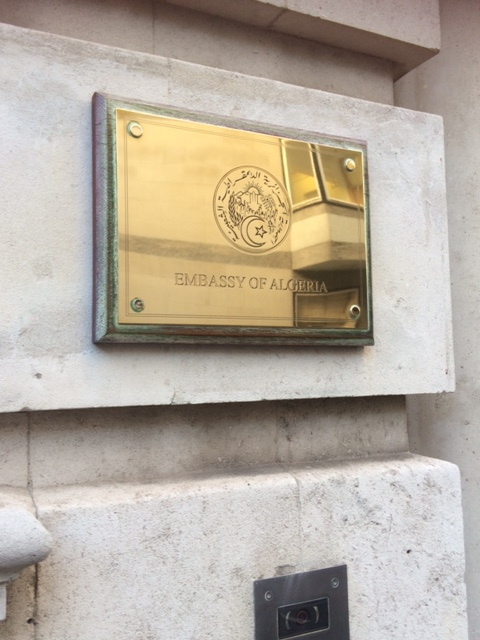
Plaque devant l’ambassade en anglais.
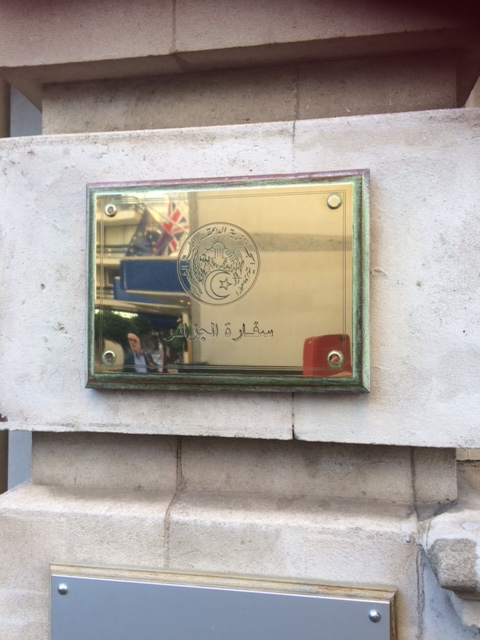
Plaque devant l’ambassade en arabe.
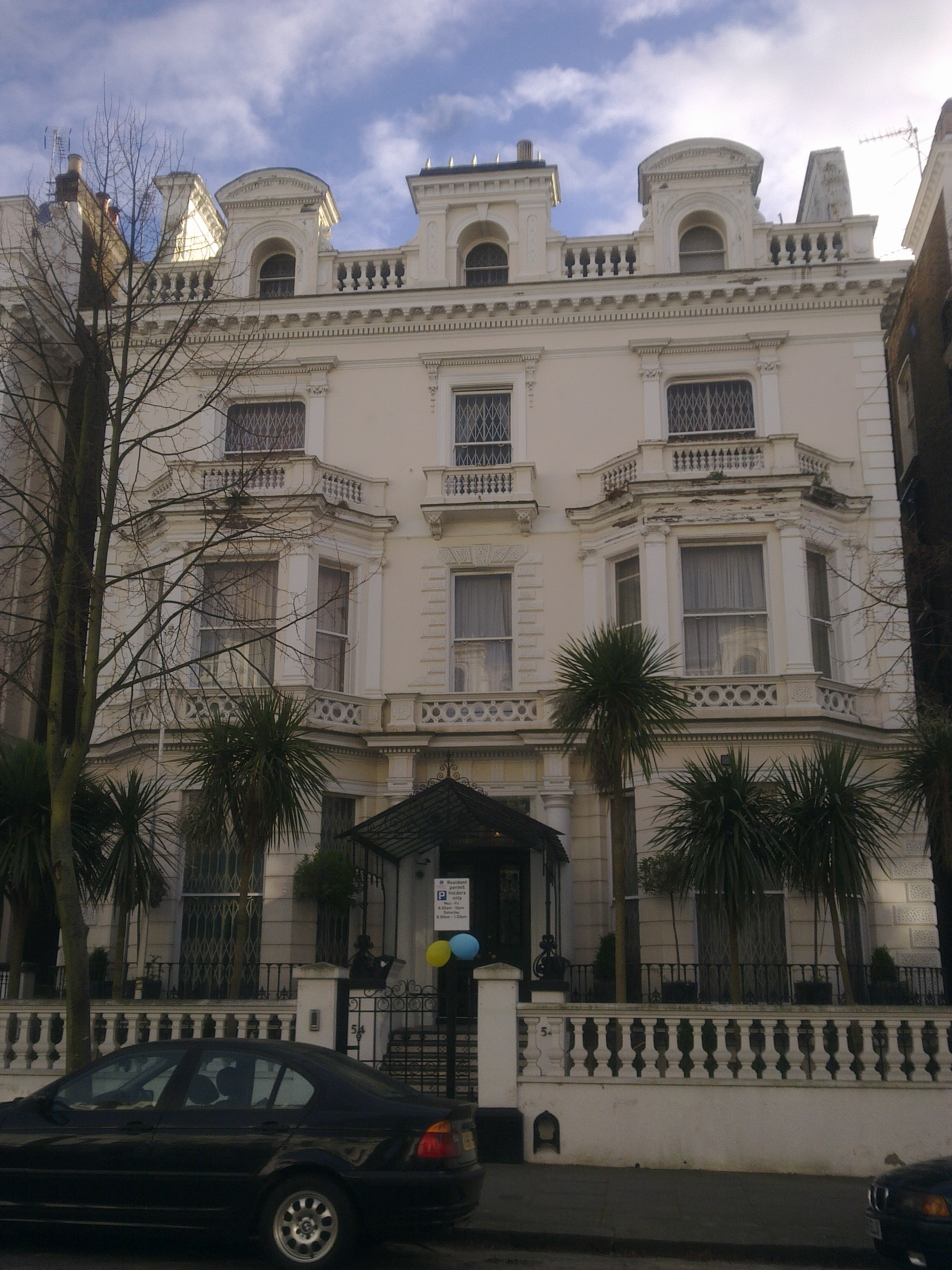
L’ancien bâtiment de l’ambassade à Holland Park.
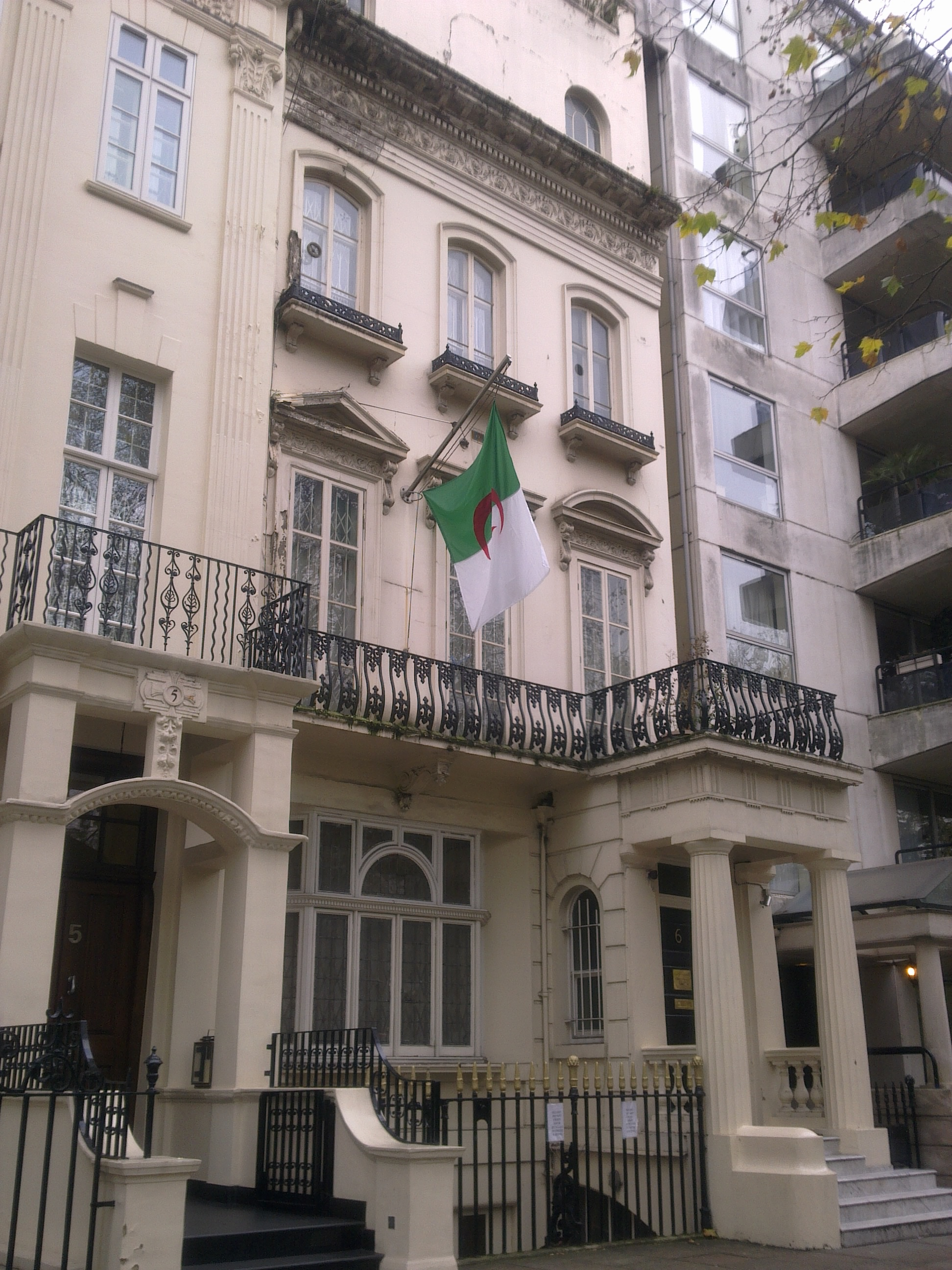
Le consulat à Hyde Park Gate.